# Twiningia rubrafusca
Twiningia rubrafusca är en insektsart som beskrevs av Beamer 1942. Twiningia rubrafusca ingår i släktet Twiningia och familjen dvärgstritar. Inga underarter finns listade i Catalogue of Life.